# Jürgen Mansberger
Jürgen Mansberger (* 13. Jänner 1988) ist ein österreichischer Fußballspieler. Aktuell ist er beim ASK Eggendorf engagiert.

## Leben und Karriere
Mansberger begann seine Karriere beim heimatlichen Verein ASV Neufeld aus der Gemeinde Neufeld an der Leitha im Burgenland. Danach ging er in die Jugendmannschaft des FV Club 83 Wiener Neustadt.
Seine letzte Station, bevor er nach Mattersburg wechselte, war der SC Sollenau in Niederösterreich. 2005 kam er zu den Mattersburger Amateuren. 2006 schließlich in den Kader der Bundesligamannschaft der Burgenländer. Sein Debüt gab er am 10. März 2007 gegen den FC Red Bull Salzburg, als er durchspielen durfte. 
Aufgrund eines Herzfehlers pausierte Mansberger von 2011 bis 2014. Im Jahr 2014 begann er wieder beim ASK Eggendorf, in der 2. Niederösterreichischen Landesliga, zu spielen.